# Похідна композиції функцій
Ланцюгове правило (правило диференціювання складеної функції) дозволяє обчислити похідну композиції двох і більше функцій на основі індивідуальних похідних.
Якщо функція f має похідну в точці {\displaystyle x_{0}}, а функція g має похідну в точці {\displaystyle y_{0}=f(x_{0})}, тоді складена функція h(x) = g(f(x)) також має похідну в точці {\displaystyle x_{0}}.
| Оператор \ Функція | {\displaystyle f(x)} | {\displaystyle f(x,y,u(x,y),v(x,y))} |
| ------------------ | --- | --- |
| Диференціал        | 1: {\displaystyle \operatorname {d} \!f{\overset {\underset {\mathrm {def} }{}}{=}}f'_{x}\operatorname {d} \!x}          | 2: {\displaystyle \operatorname {d} _{x}\!f{\overset {\underset {\mathrm {def} }{}}{=}}f'_{x}\operatorname {d} \!x} 3: {\displaystyle \operatorname {d} \!f{\overset {\underset {\mathrm {def} }{}}{=}}f'_{x}\operatorname {d} \!x+f'_{y}\operatorname {d} \!y+f'_{u}\operatorname {d} \!u+f'_{v}\operatorname {d} \!v} |
| Часткова похідна   | {\displaystyle f'_{x}{\overset {\underset {\mathrm {(1)} }{}}{=}}{\frac {\operatorname {d} \!f}{\operatorname {d} \!x}}} | {\displaystyle f'_{x}{\overset {\underset {\mathrm {(2)} }{}}{=}}{\frac {\operatorname {d} _{x}\!f}{\operatorname {d} \!x}}={\partial f \over \partial x}} |
| Повна похідна      | {\displaystyle {\frac {\operatorname {d} \!f}{\operatorname {d} \!x}}{\overset {\underset {\mathrm {(1)} }{}}{=}}f'_{x}} | {\displaystyle {\frac {\operatorname {d} \!f}{\operatorname {d} \!x}}{\overset {\underset {\mathrm {(3)} }{}}{=}}f'_{x}+f'_{u}{\frac {\operatorname {d} \!u}{\operatorname {d} \!x}}+f'_{v}{\frac {\operatorname {d} \!v}{\operatorname {d} \!x}};(f'_{y}{\frac {\operatorname {d} \!y}{\operatorname {d} \!x}}=0)}     |

## Одновимірний випадок
Нехай функції, визначені в околах на числовій прямій, {\displaystyle f:U(x_{0})\to V(y_{0}),} де {\displaystyle y_{0}=f(x_{0}),} і {\displaystyle g:V(y_{0})\to \mathbb {R} } Нехай також ці функції диференційовані: {\displaystyle f\in {\mathcal {D}}(x_{0}),\;g\in {\mathcal {D}}(y_{0}).} Тоді їх композиція також диференційована: {\displaystyle h=g\circ f\in {\mathcal {D}}(x_{0}),} і її похідна має вигляд:
{\displaystyle h'(x_{0})=g'{\bigl (}f(x_{0}){\bigr )}\cdot f'(x_{0}).}

### Зауваження
У позначеннях Лейбніца ланцюгове правило для обчислення похідної функції {\displaystyle y=y(x),} де {\displaystyle x=x(t),} набуває такого вигляду:
{\displaystyle {\frac {dy}{dt}}={\frac {dy}{dx}}\cdot {\frac {dx}{dt}}.}

### Інваріантність форми першого диференціала
Диференціал функції {\displaystyle z=g(y)} в точці {\displaystyle y_{0}} має вигляд:
{\displaystyle dz=g'(y_{0})\,dy,}
де {\displaystyle dy} — диференціал тотожного відображення {\displaystyle y\to y}:
{\displaystyle dy(h)=h,\quad h\in \mathbb {R} .}
Нехай тепер {\displaystyle y=f(x),\;x\in U(x_{0}),\;f\in {\mathcal {D}}(x_{0}).} Тоді {\displaystyle dy=f'(x_{0})\,dx}, і згідно з ланцюговомим правилом:
{\displaystyle dz=g'{\bigl (}f(x_{0}){\bigr )}\cdot f'(x_{0})\,dx=g'(y_{0})\,dy.}
Таким чином, форма першого диференціала залишається тою самою в незалежності від того, є змінна функцією чи ні.

### Приклад
Нехай {\displaystyle h(x)=(3x^{2}-5x)^{7}.} Тоді функція {\displaystyle h} може бути записана у вигляді композиції {\displaystyle h=g\circ f,} де
{\displaystyle f(x)=3x^{2}-5x,\;g(y)=y^{7}.}
Диференціюємо ці функції окремо:
{\displaystyle f'(x)=6x-5,\;g'(y)=7y^{6},}
отримуємо
{\displaystyle h'(x)=7(3x^{2}-5x)^{6}\cdot (6x-5).}

## Багатовимірний випадок
Нехай дані функції {\displaystyle f:U(x_{0})\subset \mathbb {R} ^{m}\to V(y_{0})\subset \mathbb {R} ^{n},} де {\displaystyle y_{0}=f(x_{0}),} і {\displaystyle g:V(y_{0})\subset \mathbb {R} ^{n}\to \mathbb {R} ^{p}.} Нехай також ці функції диференційовані: {\displaystyle f\in {\mathcal {D}}(x_{0})} і {\displaystyle g\in {\mathcal {D}}(y_{0}).} Тоді їх композиція також диференційована, і її диференціал має вигляд
{\displaystyle dh(x_{0})=dg(y_{0})*df(x_{0}).}
Зокрема, матриця Якобі функції {\displaystyle h} є добутком матриць Якобі функцій {\displaystyle g} і {\displaystyle f:}
{\displaystyle {\frac {\partial (h_{1},\ldots ,h_{p})}{\partial (x_{1},\ldots ,x_{m})}}={\frac {\partial (h_{1},\ldots ,h_{p})}{\partial (y_{1},\ldots ,y_{n})}}\cdot {\frac {\partial (y_{1},\ldots ,y_{n})}{\partial (x_{1},\ldots ,x_{m})}}.}

### Наслідки
- Якобіан композиції двох функцій є добутком якобіанів індивідуальних функцій:
{\displaystyle \left\vert {\frac {\partial (h_{1},\ldots ,h_{p})}{\partial (x_{1},\ldots ,x_{m})}}\right\vert =\left\vert {\frac {\partial (h_{1},\ldots ,h_{p})}{\partial (y_{1},\ldots ,y_{n})}}\right\vert \cdot \left\vert {\frac {\partial (y_{1},\ldots ,y_{n})}{\partial (x_{1},\ldots ,x_{m})}}\right\vert .}

Для часткових похідних складеної функції справедливо
- {\displaystyle {\frac {\partial h(x_{0})}{\partial x_{j}}}=\sum \limits _{i=1}^{n}{\frac {\partial g(y_{0})}{\partial y_{i}}}{\frac {\partial y_{i}}{\partial x_{j}}},\quad j=1,\ldots m.}